# Oeverspringspin
De oeverspringspin (Sitticus inexpectus) is een spinnensoort in de taxonomische indeling van de springspinnen (Salticidae).
Het dier komt uit het geslacht Sitticus. Sitticus inexpectus werd in 1997 beschreven door Dmitri Viktorovich Logunov & Torbjörn Kronestedt.